# 睦月 (駆逐艦)
睦月（むつき）は、日本海軍の睦月型駆逐艦1番艦である。艦名は陰暦で1月のこと。1926年（大正15年)3月に竣工した。1942年（昭和17年）8月25日、第二次ソロモン海戦でガダルカナル島に兵員を輸送中、空襲を受け沈没した。

## 艦歴

### 建造～太平洋戦争開戦まで
睦月型の艦名は当初番号名であった。
睦月は1923年7月19日に第十九駆逐艦の艦名で舞鶴工作部での建造が決まったが、1924年（大正13年）4月24日に第十九号駆逐艦に変更された。建造も佐世保海軍工廠に変更になり、同年5月21日に起工、1925年（大正14年）7月23日に進水。1926年（大正15年）3月25日に竣工した。佐世保鎮守府に所属し、4月1日に第二十一号駆逐艦と第三十駆逐隊を編成した。
1928年（昭和3年）8月1日に駆逐艦の番号艦名が一斉改称され、第十九号駆逐艦は睦月となった。1930年（昭和5年）11月中旬、昭和天皇が岡山県宇野への行幸から横須賀に戻る際、御召艦・戦艦霧島の供奉艦に第30駆逐隊（睦月、如月、弥生、卯月）が就いた。1935年（昭和10年）9月26日-27日の演習中に第四艦隊事件に遭遇し、大波で艦橋が破壊されて航海長が死亡した。艦の制御が一時不能になったが、一人の水兵が舵輪で応急操舵し、睦月は沈没を免れた。修理の時に設計が変更され、艦橋の形が変わった（詳細は睦月型駆逐艦参照）。1937年（昭和12年）から支那事変により中支、南支方面に進出した。
1932年（昭和7年）1月、第一次上海事変が勃発。日本海軍は野村吉三郎中将を司令長官とする第三艦隊（旗艦「出雲」）を編制する。第一艦隊所属だった第一水雷戦隊（旗艦「夕張」、第22駆逐隊《皐月、水無月、文月、長月》、第23駆逐隊《菊月、三日月、望月、夕月》、第30駆逐隊《睦月、如月、弥生、卯月》）は第三艦隊に臨時編入され、第一航空戦隊（空母加賀、鳳翔、第2駆逐隊《峯風、澤風、矢風、沖風》）、第三戦隊（那珂、阿武隈、由良）等と共に上海市で集結、同方面で作戦行動に従事した。
1935年（昭和10年）9月26日-27日の演習中に第四艦隊事件に遭遇し、大波で艦橋が破壊されて航海長が死亡した。艦の制御が一時不能になったが、一人の水兵が舵輪で応急操舵し、睦月は沈没を免れた。修理の時に設計が変更され、艦橋の形が変わった（詳細は睦月型駆逐艦参照）。1937年（昭和12年）から支那事変により中支、南支方面に進出した。
1936年（昭和11年）12月の配置替えにより、第30駆逐隊（睦月、如月、弥生、卯月）は第一航空戦隊（司令官高須四郎少将：空母龍驤、鳳翔）に編入された。1937年（昭和12年）8月上旬の第二次上海事変により、第一航空戦隊と第二航空戦隊（加賀、第22駆逐隊《皐月、水無月、文月、長月》）は第三艦隊の指揮下に入ると（一航戦は8月6日、二航戦は8月10日編入）、東シナ海へ進出した。8月16日以降、第30駆逐隊は空母「龍驤、鳳翔」を護衛して作戦に従事した。同年12月1日の戦時編制変更により、第一航空戦隊は空母「加賀」及び第19駆逐隊（磯波、敷波、浦波、綾波）となり、空母「龍驤」と駆逐艦「如月、弥生」が第二航空戦隊となる。同航空戦隊は翌年1月の青島上陸作戦や10月の広東上陸作戦に従事、以後も南シナ海で行動した。
その後、第30駆逐隊は予備隊をへて第四艦隊に編入。さらに「卯月」は第23駆逐隊に転出、代艦として「望月」が30駆に編入された。太平洋戦争までの第30駆逐隊（睦月、如月、弥生、望月）は主に南洋諸島で行動した。
1940年5月に蘭印進駐に備えて第四艦隊の第17戦隊（千歳・神威）、第18戦隊（多摩・常磐）、第5潜水戦隊（由良、第9潜水隊、第13潜水隊、第21潜水隊）、第30駆逐隊（睦月・如月・弥生・望月）がパラオに集結したがこの時の蘭印進駐計画は中止となった。
1941年10月1日、第30駆逐隊司令駆逐艦は「如月」から「睦月」に変更された。

### 太平洋戦争緒戦
1941年（昭和16年）12月8日の太平洋戦争開戦時、睦月は如月、弥生、望月と第30駆逐隊（安武史郎大佐）を編制しており、中部太平洋方面の作戦を所管する第四艦隊の第六水雷戦隊（旗艦・軽巡夕張）に所属していた。開戦と当時にウェーク島攻略作戦が発動され、第十八戦隊（軽巡天龍・龍田）などと共にクェゼリン環礁を出撃した（ウェーク島の戦い参照）。しかし11日に守備隊の砲撃を受け、睦月など各艦が反撃したが、砲撃で駆逐艦疾風、撤退中の空襲で如月が沈没した。21日から空母蒼龍・飛龍など艦隊を大幅に増強した第二次攻略作戦が行われ、24日までに同島を占領した。
第30駆逐隊は第六水雷戦隊、第十八戦隊などと共にラバウル、ブーゲンビル島、ポートモレスビーの各攻略作戦に参加した。2月20日のニューギニア沖海戦では第六水雷戦隊（夕張、第29駆逐隊、第30駆逐隊、第23駆逐隊）は第四艦隊各艦とともに米機動部隊との会戦を試みたが、米機動部隊は陸上攻撃機部隊と交戦後撤退していった。
3月8日から始まったラエ・サラモア攻略作戦では占領を支援、10日に米空母艦載機による大規模な空襲（ラエ・サラモアへの空襲）を受けたが、睦月に被害はなかった。5月7-8日の珊瑚海海戦にはポートモレスビー攻略部隊として参加（編制と詳細は珊瑚海海戦参照）。途上で空襲を受けたが、睦月は無事だった。海戦で空母祥鳳を喪失した日本海軍はポートモレスビー攻略を中止し、第30駆逐隊はラバウルまで輸送船団を護衛した後、ショートランド泊地へ移動した。
11日、敷設艦沖島が米潜水艦の雷撃で大破し、沖島を曳航していた金龍丸もブカ島沿岸で座礁した。睦月は12日早朝、救援のため現場に到着し沖島の曳航を始めたが、火災が再燃して約1時間後に沈没した。25日、第30駆逐隊に卯月が補充された。5月30日-6月2日、睦月は米潜水艦に追尾された輸送船生駒山丸を救援するため一時的に第二海上護衛隊の指揮下に入り、トラック泊地を出撃して護衛した。
6月下旬からニューギニア島部やソロモン諸島（ガダルカナル、ラエ、ラバウル等）での航空基地設営等を目的としたSN作戦が実行された。「睦月」は単独でラエ進出部隊護衛を任務とする第二護衛隊となった。第６水雷戦隊戦時日誌によれば、「睦月」は6月26日にトラックを発し、7月1日にラエ着。即日ラエを発し7月2日にカビエン着。戦史叢書によれば、第三十駆逐隊司令が指揮して6月26日にラエ進出部隊はトラック発。6月30日に「畿内丸」が、7月1日に「乾陽丸」が第二護衛隊の護衛でラエ着。
7月3日に「睦月」は「第二東亞丸」を護衛してカビエンを発し、トラック経由で7月12日に横須賀に着いた。
7月10日に第六水雷戦隊が解隊、第30駆逐隊は第二海上護衛部隊に編入したが、14日に連合艦隊の大幅な編制変更が行われ、第30駆逐隊は南東太平洋を担務する第八艦隊（三川軍一中将）に加わった。

### 第二次ソロモン海戦、沈没
8月7日、米軍はガダルカナル島に上陸し、南太平洋で本格的な反攻に転じた。修理を終えた睦月は14日に横須賀を出港、ラバウルに向かった。ガダルカナル島奪回を目指して上陸した陸軍一木支隊の第一挺団が壊滅し、日本海軍は機動部隊で米機動部隊をけん制しつつ、第二挺団の増援でガダルカナル島を奪回する作戦を立てた。しかし連合軍はガダルカナル島ヘンダーソン飛行場を急造して運用を始め、24日の第二次ソロモン海戦で米機動部隊が退避した後も、同島周辺海域の制空権を完全に掌握していた。
同日、睦月と弥生、磯風、陽炎、江風の駆逐艦5隻はガダルカナル島に向かい、午後10時から約10分間、飛行場を砲撃した。陽炎は潜水艦を発見、撃沈したと報告した。5隻は砲撃後に北上し、同島上陸を目指す一木支隊第二挺団と海軍陸戦隊を乗せた輸送船団との合流をめざした。25日午前0時頃、睦月はF4F戦闘機の機銃掃射を受け、乗員3名が負傷した。
25日午前5時40分、睦月など5隻は兵員を載せた輸送船3隻（ぼすとん丸、大福丸、金龍丸）と、護衛する第二水雷戦隊の軽巡神通、駆逐艦海風・涼風、哨戒艇4隻と合流した。直後の6時5分、船団と護衛艦隊はヘンダーソン飛行場から飛来したSBDドーントレス急降下爆撃機8機の奇襲を受け、神通と金龍丸が被弾、炎上した。
戦闘不能になった神通は涼風、陽炎と共に船団から離脱した。磯風、江風、海風、哨戒艇34号・35号は健在の輸送船2隻を護衛し、睦月と弥生は金龍丸の救援を行った。乗員や兵員を弥生と哨戒艇1号・2号に収容し、睦月が金龍丸を雷撃処分した。その直後の8時27分、睦月はB-17爆撃機3機に攻撃され、後部機械室に爆弾1発が命中して火災を起こし、9時40分に沈没した。40名が戦死、11名が負傷した。
同日夜、第八艦隊は第二挺団の上陸中止を決定し、睦月の生存者を乗せた弥生と哨戒艇1号・2号は、27日にラバウルに到着した。10月1日、帝国駆逐艦籍から除籍された。

## 歴代艦長
※『艦長たちの軍艦史』248-249頁による。

### 艤装員長
1. 白石邦夫 中佐：1925年12月1日 - 1926年2月5日[34]

### 艦長
1. 白石邦夫 中佐：1926年2月5日[34] - 1927年12月1日[35]
2. 石橋三郎 中佐：1927年12月1日 - 1928年12月10日
3. 金桝義夫 少佐：1928年12月10日 - 1929年4月23日
4. 小野寺丑蔵 少佐：1929年4月23日[36] - 1929年11月1日[37]
5. 佐藤慶蔵 少佐：1929年11月1日[37] - 1930年12月1日[38]
6. 高次貫一 少佐：1930年12月1日 - 1932年2月6日[39]
7. 古木百蔵 少佐：1932年2月6日[39] - 1932年5月20日[40]
8. 井原美岐雄 少佐：1932年5月20日 - 1934年11月15日
9. （兼）前川新一郎 少佐：1934年11月15日 - 1935年10月31日[41]
10. 吉田英三 少佐：1935年10月31日[41] - 1936年11月16日
11. （兼）白濱政七 少佐：1936年11月16日[42] - 1936年12月1日[43]
12. 新谷喜一 少佐：1936年12月1日[43] - 1937年12月1日[44]
13. 岡三知夫 少佐：1937年12月1日[44] - 1938年8月1日[45]
14. 有馬高泰 少佐：1938年8月1日[45] - 1938年8月2日[46]
15. 杉岡孝七 少佐：1938年8月2日[46] - 1939年6月24日[47]
16. （兼）菅間良吉 少佐：1939年6月24日[47] - 1939年11月1日[48]
17. 太田良直治 少佐：1939年11月1日[48] - 1940年5月1日[49]
18. 作間英邇 少佐：1940年5月1日[49] - 1940年11月15日[50]
19. 森幸吉 少佐：1940年11月15日[50] - 1941年9月12日[51]
20. 畑野健二 少佐：1941年9月12日[51] - 1942年9月8日[52]

### 二次資料
なし

### 一次資料
- アジア歴史資料センター（防衛省防衛研究所）
  - Ref.C13071968200『昭和11年12月11日現在10版内令提要追録第1号原稿/巻1 追録/第6類機密保護()』。
  - Ref.C13071976600『昭和13年12月25日現在10版内令提要追録第4号原稿/　巻1追録/第2類　編制(1)』。
  - Ref.C13072000700『巻1　追録／第2類　編制(昭和16年12月31日現在　10版　内令提要追録第10号原稿巻1)』。
  - Ref.C05034080200『第4149号10.10.3祭粢料下賜の件』。
  - Ref.C08030125400『昭和17年5月1日～昭和17年7月10日 第6水雷戦隊戦時日誌戦闘詳報(3)』。
  - Ref.C08030142500『昭和17年4月10日～昭和19年4月24日　第2海上護衛隊司令部戦時日誌(1)』。
  - Ref.C08030142600『昭和17年4月10日～昭和19年4月24日　第2海上護衛隊司令部戦時日誌(2)』。
  - Ref.C05021029500『公文備考 昭和5年C儀制巻1/第3482号5.10.22御召艦準備に関する件』。
  - Ref.C08030057600『昭和16年12月1日～昭和17年1月31日 第18戦隊戦時日誌戦闘詳報 AA攻略作戦(1)』。
  - Ref.C08030057700『昭和16年12月1日～昭和17年1月31日 第18戦隊戦時日誌戦闘詳報 AA攻略作戦(1)』。
  - Ref.C08030057800『昭和16年12月1日～昭和17年1月31日 第18戦隊戦時日誌戦闘詳報 AA攻略作戦(1)』。
  - Ref.C08030057900『昭和16年12月1日～昭和17年1月31日 第18戦隊戦時日誌戦闘詳報 AA攻略作戦(1)』。
  - Ref.C08030058000『昭和16年12月1日～昭和17年1月31日 第18戦隊戦時日誌戦闘詳報 AA攻略作戦(1)』。
  - Ref.C08030142500『昭和17年4月10日～昭和19年4月24日　第2海上護衛隊司令部戦時日誌(1)』。
  - Ref.C08030142600『昭和17年4月10日～昭和19年4月24日　第2海上護衛隊司令部戦時日誌(2)』。
  - Ref.C08030095600『昭和17年8月1日～昭和17年8月31日　第2水雷戦隊戦時日誌(1)』。
  - Ref.C08030095700『昭和17年8月1日～昭和17年8月31日　第2水雷戦隊戦時日誌(2)』。
  - Ref.C08030095800『昭和17年8月1日～昭和17年8月31日　第2水雷戦隊戦時日誌(3)』。
  - Ref.C08030095900『昭和17年8月1日～昭和17年8月31日　第2水雷戦隊戦時日誌(4)』。
  - Ref.C08030096000『昭和17年8月1日～昭和17年8月31日　第2水雷戦隊戦時日誌(5)』。
  - Ref.C08030096100『昭和17年8月1日～昭和17年8月31日　第2水雷戦隊戦時日誌(6)』。
  - Ref.C08030096400『昭和17年8月13日～昭和17年8月31日　外南洋部隊増援部隊戦闘詳報(1)』。
  - Ref.C08030096500『昭和17年8月13日～昭和17年8月31日　外南洋部隊増援部隊戦闘詳報(2)』。
  - Ref.C08030096600『昭和17年8月13日～昭和17年8月31日　外南洋部隊増援部隊戦闘詳報(3)』。
  - Ref.C08030096700『昭和17年8月13日～昭和17年8月31日　外南洋部隊増援部隊戦闘詳報(4)』。
  - Ref.C08030096800『昭和17年8月13日～昭和17年8月31日　外南洋部隊増援部隊戦闘詳報(5)』。
  - Ref.C08030096900『昭和17年8月13日～昭和17年8月31日　外南洋部隊増援部隊戦闘詳報(6)』。
  - Ref.C08030022500『昭和17年9月14日～昭和18年8月15日　第8艦隊戦時日誌(1)』。
  - Ref.C08030022600『昭和17年9月14日～昭和18年8月15日　第8艦隊戦時日誌(2)』。
  - Ref.C12070082300『大正12年達完/7月』。
  - Ref.C12070089800『昭和3年達完/6月』。
  - Ref.C12070162900『昭和17年4月～6月内令2巻/昭和17年5月(3)』。
  - Ref.C12070165700『昭和17年10月～12月内令4巻止/昭和17年10月(1)』。
  - Ref.C14120971100『支那事変 第8回功績概見表綴 駆逐隊 潜水隊 水雷隊 掃海隊 海軍武功調査/23駆隊機密第29号の2 第23駆逐隊支那事変第8回功績概見表』。
- 防衛庁防衛研修所戦史室『戦史叢書49　南東方面海軍作戦(1)　ガ島奪還作戦開始まで』朝雲新聞社、1971年9月。
- 防衛庁防衛研修所戦史室『戦史叢書62　中部太平洋方面海軍作戦(2)　昭和十七年六月以降』朝雲新聞社、1973年2月。
- 防衛庁防衛研修所戦史室『戦史叢書101　大本営海軍部　大東亜戦争開戦経緯(2)』朝雲新聞社、1979年9月。
- 木俣滋郎『日本空母戦史』図書出版社、1977年7月。
- 佐藤和正『艦長たちの太平洋戦争 続篇』（光人社、1984年） ISBN 4-7698-0231-5
- 佐藤和正『艦長たちの太平洋戦争 続編　17人の艦長が語った勝者の条件』光人社NF文庫、1995年12月。ISBN 4-7698-2106-9。
  - 貴重な勝利　＜駆逐艦「清霜」艦長・梶本顗中佐の証言＞（太平洋戦争時、夕風艦長、弥生艦長《沈没時》、三重空教官、兵学校教官、清霜艦長等）
- 吉田俊雄「7章　船乗り魂　上妻隆千代一水の「風に向かって艦(ふね)を立てただけです」」『海軍人間語録　現代に生きる海軍式言行録』光人社、1985年6月。ISBN 4-7698-0271-4。
- 奥宮正武『ラバウル海軍航空隊』学習研究社、2001年3月（原著1992年）。ISBN 4-05-901045-6。
- 外山操『艦長たちの軍艦史』光人社、2005年。

### 三次資料
- 日本造船学会『昭和造船史 第1巻』（原書房、1981年、第3刷）ISBN 4-562-00302-2
- 雑誌「丸」編集部『写真 日本の軍艦 第10巻 駆逐艦I』（光人社、1990年） ISBN 4-7698-0460-1
- 海軍歴史保存会『日本海軍史 第7巻』（第一法規出版、1995年）